# Essert (Territorio de Belfort)
Essert es una comuna francesa situada en el departamento del Territorio de Belfort, de la región de Borgoña-Franco Condado.
Los habitantes se llaman Essertois.

## Geografía
Está ubicada al oeste de Belfort y forma parte de la aglomeración de esta ciudad.

## Demografía
| 873 | 1 529 | 1 545 | 1 561 | 2 468 | 2 514 | 2 742 | 3 176 | 3 268 |
| Para los censos de 1962 a 1999 la población legal corresponde a la población sin duplicidades (Fuente: INSEE [Consultar]) |       |       |       |       |       |       |       |       |